# Winthemia pyrrhopyga
Winthemia pyrrhopyga är en tvåvingeart som först beskrevs av Christian Rudolph Wilhelm Wiedemann 1819.  Winthemia pyrrhopyga ingår i släktet Winthemia och familjen parasitflugor. Inga underarter finns listade i Catalogue of Life.